# Луї Леон Сезар Федерб
Луї Леон Сезар Федерб (фр. Louis Léon César Faidherbe; 3 червня 1818, Лілль — 28 вересня 1889, Париж) — французький генерал, губернатор Сенегалу, науковець-лінгвіст. 
Народився 3 червня 1818 року в Ліллі, освіту отримав в артилерійської та інженерної школі в Меці. 
Військову службу проходив в Алжирі (1842 — 1847 рр), на Гваделупі (1848 — 1849 рр) та знову в Алжирі (1849 — 1852 роки). 
Із 1852 року Федерб знаходився в Сенегалі й з 1854 року був губернатором цієї колонії. Під час його правління була побудована залізниця від Дакара до Нігеру. 
Тяжко захворівши Федерб 1861 року виїхав у Францію, але 1863 року знову повернувся в Сенегал та знаходився там до 1865 року, коли отримав призначення в Алжир. У Північній Африці Федерб неодноразово відзначився в боротьбі з місцевими ватажками. 
Федерб також здійснив велику експедицію в Єгипет та Судан та багато подорожував по Західній Африці. 
1870 року Федерб спочатку був комендантом Костянтини (в Алжирі), a з падінням Наполеона III призначений командиром північної армії та витримав із німцями кілька боїв, з яких основні — при Пон-Нуайелле ен Сен-Кантене. 
1879 року він був обраний депутатом парламенту від північних департаментів, 1880 року названо великим канцлером ордена Почесного легіону. 
На підставі своїх наукових вишукувань Федерб склав словники декількох африканських мов. 
Помер Федерб 28 вересня 1889 року в Парижі. У його честь була названа станція Паризького метрополітену. 